# State of Decay 2
State of Decay 2 est un jeu vidéo de tir à la troisième personne, de gestion et d'horreur développé par Undead Labs et édité par Xbox Game Studios, sorti en 2018 sur Windows et Xbox One. Il fait suite à State of Decay. Le jeu est sorti en accès anticipé le 18 mai 2018 pour les personnes ayant achetés l'Edition Ultimate du jeu, la date de sortie officielle étant fixée au 22 mai 2018. Le jeu était disponible dès le 22 mai sur le Xbox Gamepass. State of Decay 2 fait partie de la catégorie Xbox Play Anywhere, permettant de passer de la version PC du jeu à la version Xbox One sans perdre sa sauvegarde. L'Edition Ultimate permettait d'obtenir une version gratuite de State of Decay: Year One Survival Edition sur Xbox one, ainsi que deux DLC qui devaient sortir à une date ultérieure. State of Decay 2 est optimisé pour Xbox Series depuis le 3 décembre 2020, l'optimisation permet de jouer en 4K à 60 FPS sur Xbox Series X. Une suite du jeu, State of Decay 3 a été annoncée. 

## Accueil
- Metacritic (Xbox One): 66/100[3]
- Metacritic (PC): 69/100[4]
- Jeuxvideo.com: 11/20[5]
- Gamekult (PC): 4/10[6]
- Gameblog: 6/10[7]